# Anete Brice
Anete Brice (* 13. November 1991 in Riga) ist eine lettische Biathletin und Skilangläuferin.
Anete Brice ist die Tochter von Ilmārs Bricis und Andžela Brice. Sie startet für den Skiclub Cesis und debütierte zum Auftakt der Saison 2008/09 in Idre im IBU-Cup. Bei ihrem ersten Sprint wurde sie 75. Ihr bestes Resultat in der Rennserie erreichte sie bislang mit einem 48. Rang bei einem Sprintrennen zum Auftakt der Saison 2010/11 in Beitostølen. Erstes Großereignis wurden die Biathlon-Europameisterschaften 2010 in Otepää, wo Brice an den Juniorenrennen teilnahm. Im Einzel belegte sie den 44. Platz und wurde mit der Mixed-Staffel 12. Im weiteren Jahresverlauf startete die Lettin in Duszniki-Zdrój bei den Juniorenrennen der Sommerbiathlon-Weltmeisterschaften 2010 und wurde Neunte mit der Staffel. Bei den Biathlon-Juniorenweltmeisterschaften 2011 in Nové Město na Moravě belegte sie die Ränge 58 im Einzel, 30 im Sprint, 44 in der Verfolgung und 18 mit der Staffel. Kurz darauf trat sie in Ridnaun auch bei den Juniorenrennen der Biathlon-Europameisterschaften an, wo sie 38. des Einzels und 51. des Sprints wurde. Saisonhöhepunkt wurden die Biathlon-Weltmeisterschaften 2011 in Chanty-Mansijsk, bei denen Brice 92. des Einzels und 101. im Sprintrennen wurde. Viertes Großereignis des Jahres wurden die Juniorenrennen der Sommerbiathlon-Weltmeisterschaften 2011 in Nove Mesto, wo die Lettin 43. des Sprints wurde und in der Verfolgung als überrundete Läuferin das Rennen nicht beenden konnte. Zum Auftakt der Saison 2011/12 gab sie in Östersund ihr Debüt im Weltcup, wenn man von ihren WM-Rennen absieht. Im Einzel belegte sie einen 83. Platz.
Im Skilanglauf bestritt sie seit 2006 internationale Rennen, zunächst in unterklassigen Rennserien der FIS und im Scandinavian Cup. Bei den Juniorenweltmeisterschaften 2008 in Malles kam sie auf Platz 69 im Freistil-Massenstart, wurde 74. über 5 km klassisch und wurde 72. im Freistil-Sprint. Bei den Nordischen Skiweltmeisterschaften 2009 in Liberec wurde sie 78. im Freistil-Sprint. Es folgte ein 69. Platz über 5 km klassisch bei den Juniorenweltmeisterschaften in Hinterzarten. Ihren bislang letzten Einsatz im Skilanglauf hatte Brice bei den Olympischen Winterspielen 2010. Beim Rennen über 10 km Freistil im Whistler Olympic Park wurde sie 69.

## Biathlon-Weltcup-Platzierungen
Die Tabelle zeigt alle Platzierungen (je nach Austragungsjahr einschließlich Olympische Spiele und Weltmeisterschaften).
- 1.–3. Platz: Anzahl der Podiumsplatzierungen
- Top 10: Anzahl der Platzierungen unter den ersten zehn (einschließlich Podium)
- Punkteränge: Anzahl der Platzierungen innerhalb der Punkteränge (einschließlich Podium und Top 10)
- Starts: Anzahl gelaufener Rennen in der jeweiligen Disziplin

| Platzierung              | Einzel | Sprint | Verfolgung | Massenstart | Staffel | Gesamt |
| ------------------------ | ------ | ------ | ---------- | ----------- | ------- | ------ |
| 1. Platz                 |        |        |            |             |         |        |
| 2. Platz                 |        |        |            |             |         |        |
| 3. Platz                 |        |        |            |             |         |        |
| Top 10                   |        |        |            |             |         |        |
| Punkteränge              |        |        |            |             | 1       | 1      |
| Starts                   | 2      | 2      |            |             | 1       | 5      |
| Stand: 30. Dezember 2011 |        |        |            |             |         |        |